# The Errand Boy
The Errand Boy (no Brasil, Mocinho Encrenqueiro), é um filme de comédia de 1961, escrito, dirigido e protagonizado por Jerry Lewis.

## Sinopse
A Paramutual Pictures, um grande estúdio de Hollywood, decide contratar um espião que descubra com todos os detalhes o que acontece lá dentro. Isso porque a empresa estava perdendo dinheiro, não pelos seus filmes mas pelo seu próprio serviço nos seus setores.
Por coincidência, o chefe da companhia, T.P. (Brian Donlevy) vê um moço (Jerry Lewis) trabalhando em um cartaz justo em frente a sua sala. Ele se chama Morty S. Tashman e acaba sendo contratado para o cargo. Morty mesmo sendo gentil e honesto com todos, tem um grande dom em arranjar confusão. Com isso, o estúdio se transforma em um verdadeiro pandemônio.

## Elenco
- Jerry Lewis - Morty S. Tashman
- Brian Donlevy - T.P.
- Howard McNear - Dexter Sneak
- Dick Wesson - A.D.
- Robert Ivers - Diretor
- Pat Dahl - Srta. Carson
- Renée Taylor - Srta. Giles
- Isobel Elsom - Irma Paramutual
- Rita Hayes - Cantora
- Pernell Roberts
- Stuart Holmes (não-creditado)

## Ficha técnica
- Estúdio: Paramount Pictures / Jerry Lewis Productions
- Distribuição: Paramount Pictures
- Direção: Jerry Lewis
- Roteiro: Jerry Lewis e Bill Richmond
- Produção: Ernest D. Glucksman
- Música: Louis Y. Brown, Jerry Lewis, Bill Richmond e Walter Scharf
- Fotografia: W. Wallace Kelley
- Direção de Arte: Arthur Lonergan e Hal Pereira
- Figurino: Sy Devore, Edith Head e Nat Wise
- Edição: Stanley E. Johnson

## Curiosidades
- O elenco de Bonanza faz uma ponta no filme, e Joe Besser (de Three Stooges) também faz uma participação especial.
- O filme foi relançado como coleção junto com um outro filme de Jerry Lewis, Cinderfella em 1967.
- Recentemente, a série de comédia animada Family Guy, de Seth McFarlane, exibiu em sua oitava temporada uma homenagem a Errand Boy, em que o protagonista Peter Griffin imita a cena de dublagem musical de Lewis na sala da presidencia.